# Somitogenèse

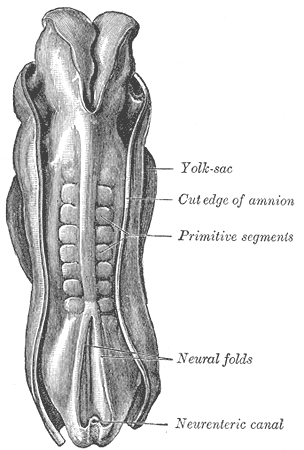
embryon humain, 4 semaines, vue dorsale - de : Gray's Anatomy.

La somitogenèse est le processus de formation des somites (primitive segments) chez les vertébrés. Ces sphères de cellules épithéliales se forment successivement par paires à partir du mésoderme pré-somitique de manière strictement antéro-postérieure. Elles se différencient en muscles squelettiques, vertèbres, et derme.
Le modèle de « Clock and Wavefront » a été proposé comme le mécanisme de segmentation des somites. Ce modèle propose l'existence d'une horloge qui donne la périodicité temporelle du phénomène, et d'un front de détermination qui convertit la périodicité temporelle donnée par l'horloge en périodicité spatiale (répétition des somites).
Sur le plan moléculaire, l'horloge de segmentation a été proposé se composer d'un oscillateur transcriptionnel, ou ensemble de gènes dits « cyclique », appartenant principalement aux voies de signalisation Notch, Wnt et FGF. Le front de détermination correspond à l’équilibre entre un double gradient antagoniste (postero-antérieur : acide rétinoïque et antero-postérieur : FGF). Ces phénomènes ont été décrits en utilisant principalement des techniques d'hybridations in situ.
Le temps de formation d'une paire de somite varie suivant les espèces : 5 heures chez l'homme, 120 minutes chez la souris, 90 minutes chez le poulet et 30 minutes chez le poisson zèbre.
Les somites se différencient et forment :
- le sclérotome - futur cartilage du squelette axial (vertèbres, arc postérieur des côtes, une partie des ceintures scapulaire et pelvienne. C. Freitas, S. Rodrigues, J-B. Charrier, M-A. Teillet, I. Palmeirim. Molecuar clock and vertebrate segmentation: Who does what? Med Sci (Paris) 2002 ; 18 : 883–887
- le myotome - Cellules précurseurs des muscles squelettiques du tronc et des membres. Les muscles du crânes proviennent des arcs branchiaux et pas des somites.
- le dermatome - Cellules qui contribuent au tissu conjonctif du derme qui recouvre les muscles qui ne s'insèrent que sur le rachis. Cellules qui contribuent en partie au derme qui recouvre des muscles ayant au moins une insertion rachidienne. Les somites ne contribuent ni au derme qui recouvre des muscles qui ne insèrent pas sur le rachis (derme des membres, de la tête et du reste du tronc). C. Freitas, S. Rodrigues, J-B. Charrier, M-A. Teillet, I. Palmeirim. Molecuar clock and vertebrate segmentation: Who does what? Med Sci (Paris) 2002 ; 18 : 883–887

Le processus de la somitogenèse est un sujet actif de recherche.
Principaux modèles proposés pour expliquer la somitogenèse :
- le modèle « clock and wavefront »[1]
- le modèle segmentation cryptique[3]
- le modèle cycle cellulaire[4]
- le modèle « clock and trail »[5]